# Sarah Harachi
Sarah Harachi (en arabe : سارة حراشى), née le 17 janvier 1996, est une judokate franco-marocaine.

## Carrière
Sarah Harachi évolue d'abord pour la France dans la catégorie des moins de 57 kg. Elle est médaillée d'or aux Jeux de la Francophonie 2017 à Abidjan.
En 2021, elle change de nationalité sportive, optant pour le Maroc ; elle remporte la médaille d'or des Championnats d'Afrique de judo 2021 à Dakar.
Elle est médaillée d'argent dans la catégorie des moins de 63 kg aux championnats d'Afrique 2022 à Oran.

## Palmarès
| Année          | Compétition                   | Lieu            | Résultat       | Catégorie      |
| Pour la France | Pour la France                | Pour la France  | Pour la France | Pour la France |
| -------------- | ----------------------------- | --------------- | -------------- | -------------- |
| 2012           | Championnats d'Europe cadets  | Bar             | 3e             | Moins de 52 kg |
| 2013           | Championnats du monde cadets  | Miami           | 3e             | Moins de 57 kg |
| 2013           | Gymnasiades                   | Brasilia        | 2e             | Moins de 57 kg |
| 2014           | Championnats d'Europe juniors | Bucarest        | 3e             | Moins de 57 kg |
| 2014           | Championnats d'Europe juniors | Bucarest        | 2e             | Par équipes    |
| 2014           | Championnats du monde juniors | Fort Lauderdale | 2e             | Par équipes    |
| 2015           | Championnats d'Europe juniors | Oberwart        | 1re            | Par équipes    |
| 2015           | Championnats du monde juniors | Abou Dabi       | 3e             | Moins de 57 kg |
| 2015           | Championnats du monde juniors | Abou Dabi       | 2e             | Par équipes    |
| 2017           | Jeux de la Francophonie       | Abidjan         | 1re            | Moins de 57 kg |
| Pour le Maroc  |                               |                 |                |                |
| 2021           | Championnats d'Afrique        | Dakar           | 1re            | Moins de 63 kg |
| 2022           | Championnats d'Afrique        | Oran            | 2e             | Moins de 63 kg |